# Not Okay
Not Okay (titulada Falsa influencer en Hispanoamérica) es una película satírica de humor negro estadounidense de 2022 escrita y dirigida por Quinn Shephard. Está protagonizada por Zoey Deutch como una mujer joven que quiere desesperadamente ser famosa y amada en Internet, llevándola a ganar fama por error como sobreviviente de una tragedia. También está protagonizada por Mia Isaac, Nadia Alexander, Embeth Davidtz, Karan Soni, y Dylan O'Brien.
Not Okay se estrenó el 29 de julio de 2022 por Searchlight Pictures en Hulu. Recibió críticas generalmente positivas de los críticos.

## Reparto
- Zoey Deutch como Danni Sanders
- Mia Isaac como Rowan Aldren
- Dylan O'Brien como Colin
- Nadia Alexander como Harper
- Tia Dionne Hodge como Linda Aldren
- Negin Farsad como Susan
- Embeth Davidtz como Judith Sanders
- Brennan Brown como Harold Sanders
- Karan Soni como Kelvin
- Dash Perry como Larson
- Sarah Yarkin como Julie
- Caroline Calloway como sí misma
- Quinn Shephard como sí misma
- Rocco Botte como sí mismo
- Shawn Chatfield como sí mismo

## Producción
En junio de 2021, se anunció que Zoey Deutch protagonizaría la película, con Quinn Shephard dirigiendo a partir de un guion que ella escribió, con Searchlight Pictures preparado para producir y con la distribución de Hulu. En agosto de 2021, Dylan O'Brien, Mia Isaac, Embeth Davidtz, Nadia Alexander, Tia Dionne Hodge, Negin Farsad, Karan Soni y Dash Perry fueron anunciados para protagonizar en la película.
La fotografía principal comenzó en julio de 2021 en la ciudad de Nueva York. La filmación terminó el 12 de septiembre de 2021.

## Estreno
La película se estrenó el 29 de julio de 2022 en Hulu en los Estados Unidos, en Disney+ a nivel internacional y en Star+ en América Latina. Originalmente, tenía un estreno programado para el 5 de agosto de 2022, antes de que se adelantara una semana.

## Recepción
En el sitio web de revisión y reseñas Rotten Tomatoes, la película obtuvo un índice de aprobación del 76% sobre la base de 74 reseñas, con una calificación promedio de 6.6/10. El consenso de los críticos del sitio web dice: “Incluso si no agrega mucho al discurso, Not Okay destaca algunos puntos sobre la vida en línea, con un brillo extra agregado por una efervescente Zoey Deutch”. En Metacritic, la película obtuvo un puntaje promedio de 62 sobre 100, basado en 24 críticas, lo cual indica «críticas generalmente positivas».